# PDP-7

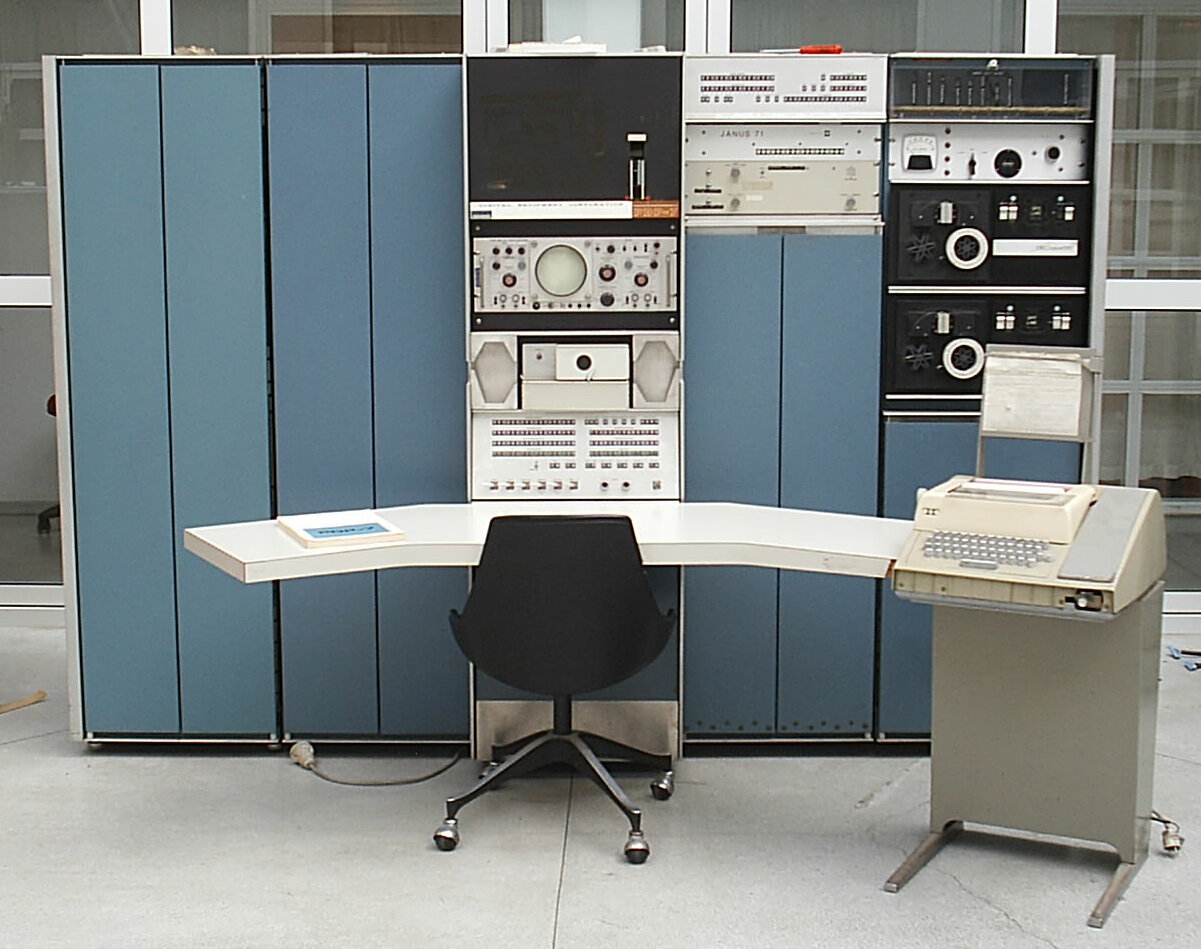
PDP-7 в Осло, Норвегия

PDP-7 — мини-компьютер, производившийся Digital Equipment Corporation. Появившись в 1965 году, первым использовал технологию Flip chip. Цена компьютера составляла 72 тыс. долл. Он был дешёвым, но мощным компьютером для своего времени. PDP-7 был третьим компьютером в линейке 18-битных машин, используя практически ту же самую систему команд, что и PDP-4, а также PDP-9.
В 1969 году Кен Томпсон написал первую версию операционной системы UNIX на языке ассемблера PDP-7, позже названную Unics (позже переименованную в UNIX).